# Bellou-en-Houlme

Bellou-en-Houlme este o comună în departamentul Orne, Franța. În 1 ianuarie 2022 avea o populație de 1.031 de locuitori.